# Luftschlacht über dem Erzgebirge

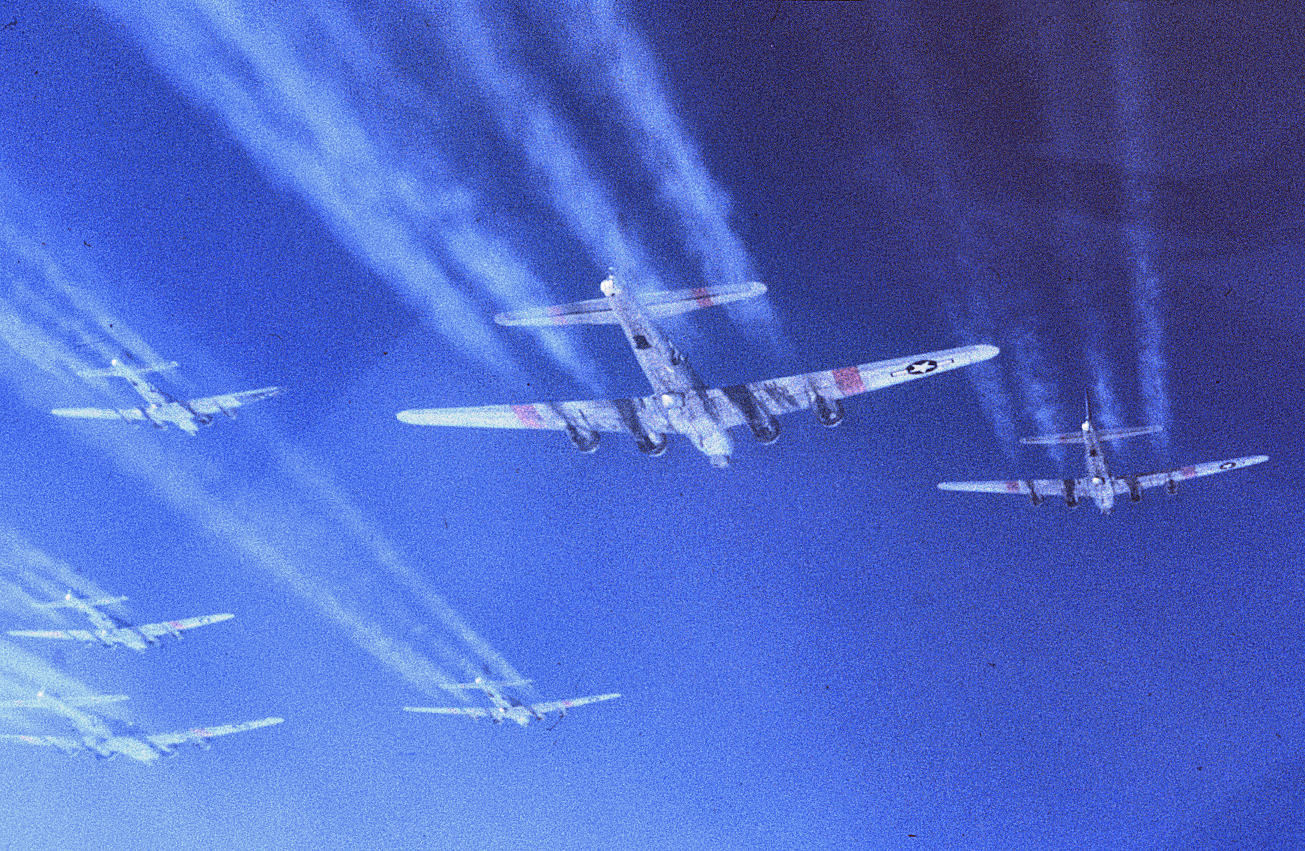
Formation von Bombern des Typs Boeing B-17G mit den typischen Kondensationsstreifen

Die Luftschlacht über dem Erzgebirge, auch als „Schwarzer Montag über dem Erzgebirge“ bekannt, fand in den Mittagsstunden des 11. September 1944 über dem Kamm des Erzgebirges östlich vom Fichtelberg in der Nähe des damaligen sudetendeutschen Marktes Schmiedeberg (heute: Kovářská) statt.

## Verlauf
Im Jahr 1944 fanden besonders viele Luftangriffe der alliierten Truppen mit dem Ziel statt, die Synthesewerke der deutschen Mineralölindustrie zu zerstören. Dort wurden kriegswichtige Treibstoffe für Flugzeuge und Kfz aus Kohle hergestellt. Am 11. September 1944 wurde Mission 623 geflogen. Diese hatte zehn Primärziele, zu denen u. a. Leuna (Merseburg), Lützkendorf, Magdeburg, Misburg (Werk Deurag-Nerag), Hannover, Böhlen, Brüx, Ruhland und Chemnitz gehörten. Die Bombardierung von Chemnitz war gleichzeitig Teil der Operation Frantic. Für schlechtes Wetter waren gleich viele Alternativziele festgelegt. Insgesamt waren 1131 Bombenflugzeuge im Einsatz, die von 440 Jagdflugzeugen zur Absicherung begleitet wurden.
Das Hydrierwerk BRABAG in Ruhland-Schwarzheide war Ziel Nr. 7. Für die Bombardierung eingeteilt war die 100th Bombardment Group, die wegen der vielen Verluste auch „Bloody hundredth“ (Blutige Hundertste) genannt wurde und auf dem ehemaligen englischen RAF-Stützpunkt Thorpe Abbotts bei Diss (Norfolk) stationiert war. Sie gehörte zur Eighth Air Force der United States Army Air Forces. Die 36 eingesetzten viermotorigen Bomber des Typs Boeing B-17G Flying Fortress gehörten vier verschiedenen Staffeln an (349th, 350th, 351st und 418th Bombardment Squadron). Die Bombergruppe näherte sich von Westen und flog in großer Höhe über Deutschland, vorerst ohne Geleitschutz durch Jagdflugzeuge. Ein Treffen dieses Verbandes mit US-Jägern vom Typ North American P-51D Mustang der 55th und 339th Fighter Group war über dem Erzgebirgskamm geplant.
Die Deutschen bemerkten die heranfliegenden amerikanischen Flugzeuge und sendeten von den Fliegerhorsten Alteno und Welzow einen Verband aus 60 Jagdflugzeugen vom Typ Focke-Wulf Fw 190A und Messerschmitt Bf 109G aus. Es handelte sich hierbei um die II. und III. Gruppe des Jagdgeschwaders 4. Bereits gegen 11:40 Uhr waren Teile der amerikanischen und deutschen Jagdflugzeuge südlich von Oberhof in Thüringen in heftige Gefechte verwickelt, bei denen 6 Deutsche und 2 Amerikaner starben. Einer der Toten, Lt. William Lewis, wurde erst 2002 nach einer intensiven Suche gefunden.
Der Hauptkampf fand dann östlich des Fichtelbergs auf böhmischer Seite statt. Der Erzgebirgsraum war bis zu diesem Zeitpunkt von Kampfhandlungen verschont geblieben. Über Schmiedeberg schlug das deutsche Jagdgeschwader noch vor dem geplanten Zusammentreffen zu und überraschte die Bomber mitten in ihrem Langstreckenflug. Innerhalb kürzester Zeit konnten 14 US-Bomber abgeschossen und weitere beschädigt werden. Kurz darauf erreichten auch die US-Jäger das Geschehen. Sie verwickelten die zumeist jungen und unerfahrenen deutschen Jäger – oft ihr erster Kampfeinsatz – in aggressive Kämpfe und ermöglichten somit den verbliebenen Bombern den Weiterflug. Vier abgeschossenen US-amerikanischen Jagdflugzeugen stehen 37 Abschüsse von deutschen Jägern gegenüber.
Vier US-Bomber detonierten und stürzten brennend in und bei Schmiedeberg ab. Die Boss Lady zerbrach in der Luft, wobei das Heck zur Unterrichtszeit auf das Dach der Mädchen-Schule fiel, wo es steckenblieb. Absturzorte von Bombern lagen auch bei Crottendorf, Kretscham-Rothensehma, Neudorf, Gottesgab (Bozi Dar), Tellerhäuser und Schmalzgrube. Noch weiter verstreut liegen die Absturzorte der Jagdflieger: vier bei Schmiedeberg, fünf bei Weipert (Vejprty), aber auch bei Bärenstein, Mildenau, Zschopau, Grumbach, Sehma, Reitzenhain, Kühnhaide, Grießbach sowie Börnichen/Erzgeb. Die restlichen US-Bomber konnten ihr Ziel erreichen und noch 53 Tonnen Bomben über dem Synthesewerk Schwarzheide abwerfen.

## Verluste
- Totalverlust von 19 US-amerikanischen Flugzeugen (15 B-17G, 4 P-51D)
- Totalverlust von 37 deutschen Flugzeugen (18 Fw 190A, 19 Bf 109G)
- 53 Amerikaner getötet, 54 gefangen genommen
- 21 Deutsche getötet, 11 Schwerverletzte[9]

## Museum der Luftschlacht über dem Erzgebirge
Zum Gedenken an das Ereignis wurde am 13. September 1997 das Museum der Luftschlacht über dem Erzgebirge (tschechisch Muzeum letecké bitvy nad Krušnohořím) unter Beteiligung von Veteranen beider Seiten sowie Hinterbliebenen eröffnet. Das Antikriegsmuseum geht zurück auf die Initiative der Flughistorischen Gruppe von Kovářská unter Leitung von Jan Zdiarský, der bereits seit 1985 die Vorgänge untersucht und dokumentiert sowie Material zusammengetragen hat, die Gruppe Slet Pilsen, die Mitglied mehrerer US-amerikanischer, militärhistorischer Organisationen ist sowie die Gemeinde Kovářská, die die Räumlichkeiten kostenlos zur Verfügung stellt. Das Museum zeigt in mehreren Räumen zahlreiche Funde aus der Umgebung sowie Dokumente und Porträts. Den Funden von Oberhof sind eigene Vitrinen gewidmet. Das Museum ist regulär am Samstag und Sonntag geöffnet.

## Gedenken
Seit der Feier anlässlich des 50. Jahrestages der Kampfhandlungen findet jedes Jahr eine internationale Gedenkveranstaltung mit Militärparade für die Opfer statt.
Die Straße, in der das Museum steht, heißt heute nach Albert E. Trommer, dem Piloten der Maschine, die auf die Schule fiel. Die heutige Grundschule wurde 1994 nach dem unteren Bordschützen Sgt. J. C. Kluttz benannt, der als einziges Crewmitglied den Absturz überlebte.